# محركات قاتلة (فلم)
محركات قاتلة(بالإنجليزية: Mortal Engines) ،هو فيلم مغامرة من نوعية نهاية العالم وما بعدها ،من إخراج كريستيان ريفرز ومن كتابة فران والش،فيليبا بوينز وبيتر جاكسون.الفيلم مقتبس من رواية تحمل نفس الأسم من تأليف فيليب ريف.
الفيلم إنتاج أمريكي نيوزيلندي مشترك، ومن المقرر عرض الفيلم في صالات السينما يوم 14 ديسمبر،2018.

## ملخص الفيلم
عقب سنوات من حرب الستين دقيقة، تكافح المدن الناجية لأن تبقى وتظل على الأرض التي أمست مقفرة قاحلة، وذلك من خلال استخدامها - المدن الناجية - عجلات عملاقة للتحرك ومهاجمة مدن أصغر سعيًا لتجديد مواردها.

## طاقم العمل
- هيرا هيلمار بدور (هيستر شاو)
- روبرت شيهان بدور (توم ناتسوورثي)
- هوغو ويفنغ بدور (ثاديوس فالنتاين)
- جيهاي بدور (آنّا فانج)
- رونان رافتري بدور (بيفس بود)
- ليلى جورج بدور (كاثرين فالانتاين)
- باتريك مالاهايد بدور (دور ماغنوس كروم)
- ستيفن لانغ بدور (كرايسلر بيفي)

## روابط خارجية
- مقالات تستعمل روابط فنية بلا صلة مع ويكي بيانات